# Vierkantswortel-schaal
Bij een vierkantswortel-schaal wordt een waarde getoond waar bij een lineaire schaal de vierkantswortel zou staan.
Op een vierkantswortel-schaal ziet y = x2 eruit als een rechte lijn. Het tegenovergestelde is een kwadratische schaal.
Een praktijkvoorbeeld is corrosie van metalen. Door de dikker wordende corrosielaag duurt het 4x zo lang voordat de corrosielaag 2x zo dik is geworden.
Het is een van de manieren om een niet-lineair verband lineair te maken. In het pre-computertijdperk, toen grafieken met de hand op grafiekenpapier werden getekend, was dat een belangrijke manier om het verband tussen grootheden te onderzoeken.
Sinds de introductie van de computer en rekenmachine is het mogelijk ook de juistheid van niet-lineaire verbanden direct te onderzoeken. De wiskundige formulering daarvoor is relatief eenvoudig, het algoritme in een programma vertalen is voor incidentele gevallen erg bewerkelijk.
Lineaire regressie, standaard onderdeel van computer- en rekenmachine-programma's, is daarvoor ook bruikbaar, maar vraagt dan wel dat de gegevens eerst gelineariseerd worden.